# San Giorgio d'Oro

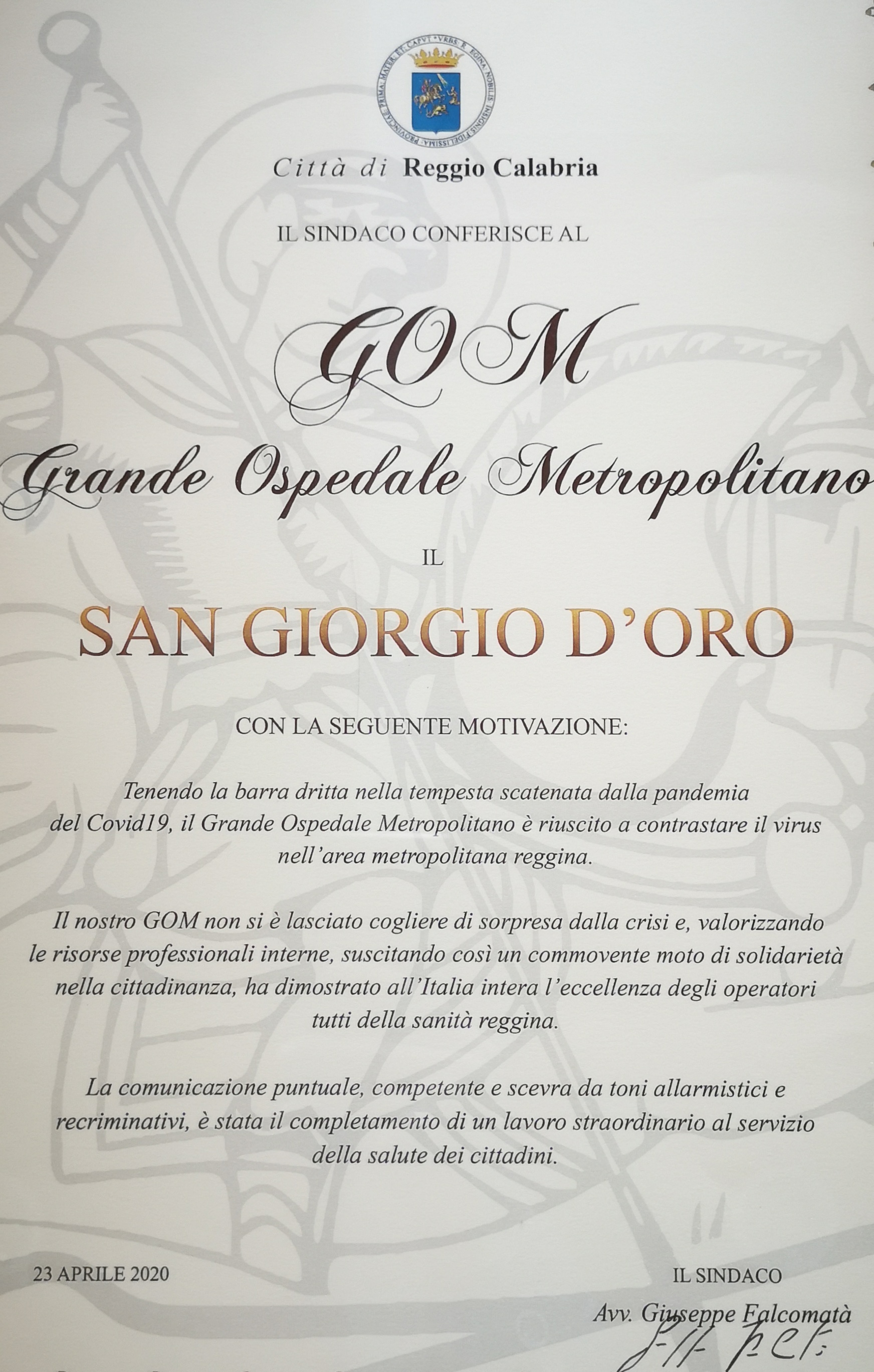
Massima Onorificenza Del Comune di Reggio Calabria

Il San Giorgio d'Oro è la più alta benemerenza/onorificenza cittadina conferita dal comune di Reggio Calabria. Il nome è ispirato a San Giorgio, patrono della città. Istituito nel 1993 dal compianto sindaco della città Italo Falcomatà.
Ogni anno vengono assegnati fino a un massimo di 20 attestati di benemerenza civica. I premiati sono scelti dall'Ufficio di presidenza del consiglio comunale di Reggio Calabria ma il sindaco ha diritto di veto. La consegna avviene il 23 aprile, festa di San Giorgio. Gli insigniti con il San Giorgio D’oro, anche detti "San Giorgini d'Oro", sono personalità che si sono distinte per il loro impegno sociale e professionale costituendo un esempio per la comunità cittadina, contribuendo alla crescita economica sociale e culturale del territorio.

## Tipologia del premio
Dal 1997 al 2000, il premio è consistito in una targa di colore oro, sulla quale era presente il nome del premiato e le motivazioni.
Dal 2001 al 2011, il premio è consistito in una statuetta di colore oro (bagnata in oro) con una targhetta contenente il nome del premiato, accompagnata da un pergamena che indicava le motivazioni.
Dal 2012, il premio consiste in una stampa effetto pergamena incorniciata, contenente il nome del premiato e le motivazioni.